# Javier Marco
Javier Marco Rico (Alicante, 20 de febrero de 1981) es un director, productor y editor de cine español, reconocido principalmente por A la cara (2020), que le valió el Premio Goya al Mejor Cortometraje de Ficción en 2021.

## Biografía
Nacido en Alicante en 1981, Javier ha participado en programas internacionales de formación como Berlinale Talents en 2020 y se ha consolidado en el sector audiovisual valenciano. Javier ha desarrollado su carrera principalmente en el ámbito del cine como A la cara (2020), galardonada con el Premio Goya al Mejor Cortometraje de Ficción en 2021. Además, ha trabajado como productor y editor en distintos proyectos audiovisuales.
En 2021 realizó su debut en el largometraje con Josefina, estrenada en el Festival de San Sebastián y nominada a varios premios nacionales. En 2024 finalizó el rodaje de su segundo largometraje, también titulado A la cara.

## Premios y reconocimientos
- Premio Goya al Mejor Cortometraje de Ficción (2021) por A la cara.[3][4]
- Selección en Berlinale Talents (2020).[2]